# تونيي باتانو
تونيي باتانو (بالإنجليزية: Tonye Patano)‏ هي ممثلة أمريكية، ولدت في 16 أكتوبر 1961 في الولايات المتحدة.

## أعمال

### أفلام
- (1999) الإعصار[3]
- (2010) رجال الشركة[4]
- (2014) كل شيء خفي

### مسلسلات
- الإبتدائية[5][6][7]
- ويدز

## وصلات خارجية
- تونيي باتانو على موقع IMDb (الإنجليزية)
- تونيي باتانو على موقع ألو سيني (الفرنسية)
- تونيي باتانو على موقع أول موفي (الإنجليزية)
- تونيي باتانو على موقع قاعدة بيانات برودواي على الإنترنت (الإنجليزية)
- تونيي باتانو على موقع قاعدة بيانات الأفلام السويدية (السويدية)
- تونيي باتانو على موقع إن إن دي بي (الإنجليزية)
- تونيي باتانو على موقع قاعدة بيانات الفيلم (الإنجليزية)
- تونيي باتانو على موقع كينوبويسك (الروسية)